# 펜리 대 존슨
‘펜리 대 존슨’, 연방 532번 782쪽(2001)은, 다음과 관련되었던 연방 대법원 사건인데 그것은 정신적 발달장애인에 대한 판결에 있어서 심신미약적 요소를 강조하는, 텍사스 배심원에게 주어지는 지침들이 합헌이었는지 아니었는지 판단하는 것이다.
그 판결 지침이 이전의 대법원 법리에 부합했다고 텍사스 법원들은 판단했었지만, 찬반이 나뉜 법원은 파기했는데, 판결 지침이 불충분하다고 판결하면서 말이다.
이것은 펜리의 소송이 대법원까지 간 두번째였다.